# Rygar (band)
Rygar was een Nederlands Spacesynth-project. Het project werd in 1988 opgericht door Michiel van der Kuy. Van der Kuy werkte ook aan andere projecten rond het genre spacesynth, zoals Laser Dance, Koto, Proxyon en Area 51.

## Geschiedenis
Rygar werd gezien als een van meerdere parallelle muziekprojecten in de tweede helft van de jaren 80 die door Michiel van der Kuy zijn geproduceerd. Niet alle nummers, die hij opnam in zijn privéstudio en die zouden kunnen passen op de schijven van Laserdance, Proxyon of Koto, zijn uitgegeven door externe labels. Een deel van het repertoire van Van der Kuy is gepubliceerd door zijn eigen label Made Up Records. Rygar heeft twee hits gehad: Star Tracks uit 1988 en Spaceraiders uit 1989.
Het eerste album The Album werd uitgebracht in het jaar 2001 door Made Up Records. Michiel van der Kuy werkte samen met Rob van Eijk, die eerder liedjes schreef voor Laserdance en Proxyon. Het resultaat was het eerste album van hun nieuwe muziekproject Area 51. Vervolgens kwam het tweede album Modulation, uitgebracht in het jaar 2012 door Space Sound Records.

## Discografie

### albums
- The Album (2001)
- Modulation (2012)

### Singles
- Star Tracks (1988)
- Spaceraiders (1989)